# Comuna Antonivka, Ocna
Antonivka (în ucraineană Антонівка) este o comună în raionul Ocna Roșie, regiunea Odesa, Ucraina, formată din satele Antonivka (reședința), Nahirne și Volodîmîrivka.

## Demografie
Componența lingvistică a comunei Antonivka
     Rusă (59,35%)
     Ucraineană (33,55%)
     Română (6,78%)
Conform recensământului din 2001, majoritatea populației comunei Antonivka era vorbitoare de rusă (59,35%), existând în minoritate și vorbitori de ucraineană (33,55%) și română (6,78%).